# 구약전서
구약전서는 서울특별시 서초구 서초동, 대한성서공회에 있는 일제강점기의 성경이다. 2016년 12월 15일 대한민국의 국가등록문화재 제671호로 지정되었다.

## 개요
『구약젼셔』 1질(2책)중에서 제1책은 대영성서공회 발행본이고, 제2책은 미국성서공회 발행본이다. 표제지에는 『구약젼셔』라는 서명의 왼쪽 아래에 “죠선 경셩 대영셩셔공회 발간”, 그 뒷면 아래 부분에는 “BRITISH AND FOREIGN BIBLE SOCIETY”라는 발행자 표시가 있다. 미국성서공회 발행본은 흑회색 표지이며, 표제지에는 『구약젼셔』라는 서명의 왼쪽 아래에 “미국셩셔공회”, 그 뒷면 아래 부분에는 “AMERICAN BIBLE SOCIETY”라는 발행자 표시가 있다. 이렇게 두 본은 발행자는 다르게 표시되어 있지만 일본 요코하마의 후쿠인(福音) 인쇄합자회사에서 인쇄된 동일한 판본이다. 당시 미국과 영국의 성서공회에서는 각각 10,000부씩 발행한 것으로 알려져 있다. 이들의 구분은 표제지(Title page) 왼쪽에 있는 발행처 표시와 표지 색이 다른 것을 제외하고는 동일하다. 두 본의 판권기에는 조선 경성에 있었던 대영성서공회와 미국성서공회는 각각 민휴(閔休, H. Miller)와 방거(房居, D. A. Bunker)를 발행자로 명기해 놓았다.
한글로 발행된 최초의 구약전서로 우리나라 개신교사에서 중요한 위치를 차지한다고 할 수 있으며 나아가 당시 외국지명이나 인명의 한글 표기 등도 관련 분야의 연구에 도움을 줄 수 있다는 점에서 등록 가치가 있다.

## 같이 보기
- 구약성경

## 참고 자료
- 구약전서 - 국가유산청 국가유산포털